# Die Simpsons/Staffel 23
Die 23. Staffel der US-amerikanischen Zeichentrickserie Die Simpsons wurde vom 25. September 2011 bis zum 20. Mai 2012 auf dem US-amerikanischen Sender Fox gesendet. Sie wurde Anfang November 2010 vom Fernsehsender Fox angekündigt. In ihr ist auch die Jubiläumsfolge 500 enthalten sowie die Auflösung der Onlineabstimmung, ob Ned Flanders und Edna Krabappel (Nedna) zusammenbleiben werden. Die deutschsprachige Erstausstrahlung wurde zwischen August 2012 und März 2013 auf ProSieben gezeigt.

## Episoden
| Nr. (ges.) | Nr. (St.) | Deutscher Titel                      | Originaltitel                                     | Erstausstrahlung (USA) | Deutschsprachige Erstausstrahlung (D) | Regie             | Drehbuch                           | Prodc. |
| --- | --------- | ------------------------------------ | ------------------------------------------------- | ---------------------- | ------------------------------------- | ----------------- | ---------------------------------- | ------ |
| 487 | 1         | Homer Impossible                     | The Falcon and the D’Ohman                        | 25. Sep. 2011          | 27. Aug. 2012                         | Matthew Nastuk    | Justin Hurwitz                     | NABF16 |
| Homer lernt im Atomkraftwerk den neuen Mitarbeiter Wayne kennen. Wayne hat keine Freunde und möchte sich auch nicht mit Homer anfreunden, was diesen sehr beschäftigt. Eines Abends auf dem Heimweg vom Atomkraftwerk kann Homer Wayne überreden, ihn in seinem Auto auf ein Bier in Moes Bar mitzunehmen. Dort angekommen wird Moe von Snake überfallen. Wayne überwältigt Snake. Er wird daraufhin zum Abendessen bei den Simpsons eingeladen. Dabei stellt sich heraus, dass er speziell für den Kampf ausgebildet wurde. Am nächsten Tag hat sich die Nachricht, dass Wayne einen Überfall aufgehalten hat, weit verbreitet und Kent Brockman berichtet darüber und zeigt eine überspitzte taiwanische Computeranimation dazu. Man erfährt, dass Wayne ein ehemaliger CIA-Agent ist. Als Mr. Burns ihm für seinen Einsatz den Silbernen Sicherheitshelm geben will, hat Wayne einen Flashback in seine Zeit als Agent und verprügelt daher versehentlich Burns. Ihm wird daraufhin gekündigt; Homer bietet ihm an, bei ihm unterzukommen, solange er keine Arbeit hat. Wayne übernachtet im Baumhaus, wird jedoch immer noch von Alpträumen und Erinnerungen an seine Zeit als Agent geplagt. Er bringt den Kindern Kampftaktiken bei, die er bei der CIA gelernt hat. Ein weiter Flashback bringt ihn beinahe dazu, auf Lisa zu schießen. Währenddessen sieht ein ukrainischer Verbrecherboss das Video von Waynes Ausraster im Atomkraftwerk und erkennt ihn als den Mann, der für den Tod seiner Frau verantwortlich ist. Er kommt nach Springfield und nimmt Homer als Geisel, um Wayne eine Falle zu stellen. Wie erwartet versucht dieser, Homer aus einem Eisstadion, wo er gefangen gehalten wird, zu befreien. Als Wayne dabei gestellt wird, kommt es durch Zufall dazu, dass Homer den Verbrecherboss entwaffnet. Wayne tötet ihn darauf. Er beschließt, Springfield wieder zu verlassen, Marge hält ihn jedoch davon ab und schlägt ihm vor, in der Führerscheinzulassungsbehörde von Springfield zu arbeiten, was dieser dann auch macht. Am Ende der Folge stellt sich heraus, dass die Zuschauer für Nedna gestimmt haben und Ned Flanders und Edna Krabappel ein Paar sind. |           |                                      |                                                   |                        |                                       |                   |                                    |        |
| 488 | 2         | Teddy-Power                          | Bart Stops to Smell the Roosevelts                | 2. Okt. 2011           | 27. Aug. 2012                         | Steven Dean Moore | Tim Long                           | NABF17 |
| Oberschulrat Chalmers soll an Stelle von Skinner Bart unterrichten. Er begeistert ihn für den amerikanischen Präsidenten Theodore Roosevelt. Chalmers veranstaltet einen Ausflug mit ein paar weiteren Jungen der Schule, um ihnen Roosevelt näherzubringen, dabei verletzt sich Nelson. Als seine Mutter droht die Schule zu verklagen, wird Chalmers entlassen. Bart und die anderen Jungen verbünden sich daraufhin und besetzten die Grundschule, damit Chalmers wieder eingestellt wird. Letztendlich bekommt Chalmers seine Arbeitsstelle zurück und die Besetzung der Schule wird abgebrochen. |           |                                      |                                                   |                        |                                       |                   |                                    |        |
| 489 | 3         | Spider-Killer-Avatar-Man             | Treehouse of Horror XXII                          | 30. Okt. 2011          | 29. Okt. 2012                         | Matthew Faughnan  | Carolyn Omine                      | NABF19 |
| 490 | 4         | Das Ding, das aus Ohio kam           | Replaceable You                                   | 6. Nov. 2011           | 3. Sep. 2012                          | Mark Kirkland     | Stephanie Gillis                   | NABF21 |
| 491 | 5         | FoodFellas                           | The Food Wife                                     | 13. Nov. 2011          | 10. Sep. 2012                         | Timothy Bailey    | Matt Selman                        | NABF20 |
| 492 | 6         | Homers Sieben                        | The Book Job                                      | 20. Nov. 2011          | 17. Sep. 2012                         | Bob Anderson      | Dan Vebber                         | NABF22 |
| 493 | 7         | Der Mann im blauen Flanell           | The Man in the Blue Flannel Pants                 | 27. Nov. 2011          | 24. Sep. 2012                         | Steven Dean Moore | Jeff Westbrook                     | PABF01 |
| 494 | 8         | Agentin mit Schmerz                  | The Ten-Per-Cent Solution                         | 4. Dez. 2011           | 1. Okt. 2012                          | Michael Polcino   | Dan Castellaneta & Deb Lacusta     | PABF02 |
| 495 | 9         | Weihnachten – Die nächste Generation | Holidays of Future Passed                         | 11. Dez. 2011          | 15. Okt. 2012                         | Rob Oliver        | J. Stewart Burns                   | NABF18 |
| 496 | 10        | Im Rausch der Macht                  | Politically Inept, With Homer Simpson             | 8. Jan. 2012           | 8. Okt. 2012                          | Mark Kirkland     | John Frink                         | PABF03 |
| 497 | 11        | Freundschaftsanfrage von Lisa        | The D’Oh-cial Network                             | 15. Jan. 2012          | 5. Nov. 2012                          | Chris Clements    | J. Stewart Burns                   | PABF04 |
| 498 | 12        | Der Stoff, aus dem die Träume sind   | Moe Goes From Rags To Riches                      | 29. Jan. 2012          | 22. Okt. 2012                         | Bob Anderson      | Tim Long                           | PABF05 |
| Moes Gäste machen sich über ihn lustig, da er keinen besten Freund hat, außer vielleicht seinem Putzlappen. Daraufhin erzählt der Lappen den Zuschauern seine „Lebensgeschichte“: Er entstand einst als Wandteppich im mittelalterlichen Frankreich, wurde später von Eroberern von der Wand gerissen und reiste durch die Welt, wobei er einen stetigen Abstieg erfuhr. Schließlich verschlug es ihn mit einer gescheiterten Mount-Everest-Expedition ins Himalaya, wo ein Yeti ihn fand und ihn seinem Sohn (Moe) schenkte. |           |                                      |                                                   |                        |                                       |                   |                                    |        |
| 499 | 13        | Unter dem Maulbeerbaum               | The Daughter Also Rises                           | 12. Feb. 2012          | 21. Jan. 2013                         | Chuck Sheetz      | Rob LaZebnik                       | PABF06 |
| 500 | 14        | Fern der Heimat                      | At Long Last Leave                                | 19. Feb. 2012          | 28. Jan. 2013                         | Matthew Nastuk    | Michael Price                      | PABF07 |
| 501 | 15        | El Barto                             | Exit Through the Kwik-E-Mart                      | 4. März 2012           | 4. Feb. 2013                          | Steven Dean Moore | Marc Wilmore                       | PABF09 |
| 502 | 16        | How I Wet Your Mother                | How I Wet Your Mother                             | 11. März 2012          | 11. Feb. 2013                         | Lance Kramer      | Billy Kimball & Ian Maxtone-Graham | PABF08 |
| Homer animiert seine Kollegen, im Kernkraftwerk Büromaterial zu stehlen. Als Mr. Burns sie erwischt, bekommt Homer, weil er als einziger nicht mitgemacht hat, einen freien Tag, während die anderen betraft werden. Den Tag verbringt er mit Bart beim Angeln. In der folgenden Nacht pinkelt er ins Bett, was auch in den folgenden Nächten wieder passiert. In der Annahme, sein schlechtes Gewissen sei daran schuld, da er ungerechterweise besser behandelt wurde als seine Kollegen, gibt er eine große Party, um es wieder gut zu machen. Das ändert jedoch nichts an dem Problem. Professor Frink schließt die Simpsons an eine Maschine an, um in einem gemeinsamen Traum den tiefenpsychologischen Ursachen auf den Grund zu gehen. Nach einigen verwirrenden Episoden treffen sie im Traum auf Homers Mutter Mona, die ihnen einen Filn aus Homers Kindheit vorführt. Damals war Homer mit seinem Vater beim Angeln und brachte vor Aufregung über den Fisch am Haken seines Vaters das Boot zum kentern, so dass sie durchnässt und ohne Fisch nach Hause kamen. Der Angelaufflug mit Bart hat Homer unbewusst an diesen Vorfall erinnert und so sein Bettnässen ausgelöst, da er glaubt, durch sein damaliges Fehlverhalten die Trennung seiner Eltern ausgelöst zu haben. Tatsächlich hatte Mona kurz darauf Abe verlassen, der Vorfall beim Angeln war jedoch nicht der Grund. Er hatte Mona nur insoweit in ihrem Entschluss bestärkt, als sie erkannte, dass Abe ein guter Vater ist und sie Homer bedenkenlos in seiner Obhut lassen kann. |           |                                      |                                                   |                        |                                       |                   |                                    |        |
| 503 | 17        | Mein Freund, der Roboter             | Them, Robot                                       | 18. März 2012          | 18. Feb. 2013                         | Michael Polcino   | Michael Price                      | PABF10 |
| 504 | 18        | Gestrandet                           | Beware My Cheating Bart                           | 15. Apr. 2012          | 25. Feb. 2013                         | Mark Kirkland     | Ben Joseph                         | PABF11 |
| 505 | 19        | Im Zeichen der Kreuzfahrt            | A Totally Fun Thing That Bart Will Never Do Again | 29. Apr. 2012          | 25. Feb. 2013                         | Chris Clements    | Matt Warburton                     | PABF12 |
| 506 | 20        | Der Spion, der mich anlernte         | The Spy Who Learned Me                            | 6. Mai 2012            | 4. März 2013                          | Bob Anderson      | Marc Wilmore                       | PABF13 |
| 507 | 21        | Schlaflos mit Nedna                  | Ned ’N Edna’s Blend                               | 13. Mai 2012           | 18. März 2013                         | Chuck Sheetz      | Jeff Westbrook                     | PABF15 |
| 508 | 22        | Lisa wird gaga                       | Lisa Goes Gaga                                    | 20. Mai 2012           | 11. März 2013                         | Matthew Schofield | Tim Long                           | PABF14 |

## Quoten
In der folgenden Tabelle sind die Einschaltquoten der einzelnen Episoden bei ihrer Erstausstrahlung dargestellt.
| Deutscher Titel                          | US-Quoten in Mio. | D–Quoten (ab 3 J.) in Mio. | D–Marktanteil (ab 3 J.) | D–Quoten (14–49 J.) in Mio. | D–Marktanteil (14–49 J.) |
| ---------------------------------------- | ----------------- | -------------------------- | ----------------------- | --------------------------- | ------------------------ |
| 01. Homer Impossible                     | 08,08             | 1,60                       | 5,9 %                   | 1,33                        | 13,2 %                   |
| 02. Teddy-Power                          | 06,19             | 1,94                       | 6,6 %                   | 1,64                        | 14,3 %                   |
| 03. Spider-Killer-Avatar-Man             | 08,10             | 1,92                       | 5,8 %                   | 1,58                        | 12,7 %                   |
| 04. Das Ding, das aus Ohio kam           | 08,00             | 1,51                       | 5,2 %                   | 1,29                        | 11,6 %                   |
| 05. FoodFellas                           | 07,50             | 1,33                       | 4,7 %                   | 1,05                        | 09,9 %                   |
| 06. Homers Sieben                        | 05,77             | 1,38                       | 4,6 %                   | 1,12                        | 09,8 %                   |
| 07. Der Mann im blauen Flanell           | 05,61             | 1,63                       | 5,2 %                   | 1,38                        | 11,6 %                   |
| 08. Agentin mit Schmerz                  | 09,00             | 1,54                       | 4,9 %                   | 1,21                        | 10,2 %                   |
| 09. Weihnachten – Die nächste Generation | 06,43             | 1,84                       | 5,7 %                   | 1,48                        | 12,2 %                   |
| 10. Im Rausch der Macht                  | 05,07             | 1,56                       | 4,9 %                   | 1,30                        | 10,7 %                   |
| 11. Freundschaftsanfrage von Lisa        | 11,48             | 2,00                       | 6,1 %                   | 1,66                        | 13,3 %                   |
| 12. Der Stoff, aus dem die Träume sind   | 05,03             | 1,75                       | 5,4 %                   | 1,40                        | 11,5 %                   |
| 13. Unter dem Maulbeerbaum               | 04,26             | 1,86                       | 5,4 %                   | 1,49                        | 11,7 %                   |
| 14. Fern der Heimat                      | 05,77             | 2,58                       | 7,5 %                   | 2,11                        | 16,5 %                   |
| 15. El Barto                             | 05,09             | 1,82                       | 5,4 %                   | 1,52                        | 12,5 %                   |
| 16. How I Wet Your Mother                | 04,97             | 1,64                       | 4,9 %                   | 1,33                        | 10,9 %                   |
| 17. Mein Freund, der Roboter             | 05,25             | 1,70                       | 5,0 %                   | 1,38                        | 10,8 %                   |
| 18. Gestrandet                           | 04,96             | 1,77                       | 5,2 %                   | 1,56                        | 12,3 %                   |
| 19. Im Zeichen der Kreuzfahrt            | 05,00             | 1,89                       | 5,4 %                   | 1,66                        | 12,4 %                   |
| 20. Der Spion, der mich anlernte         | 04,84             | 1,77                       | 5,4 %                   | 1,47                        | 12,3 %                   |
| 21. Schlaflos mit Nedna                  | 04,07             | 1,51                       | 4,5 %                   | 1,26                        | 10,3 %                   |
| 22. Lisa wird gaga                       | 04,82             | 1,60                       | 4,8 %                   | 1,33                        | 10,7 %                   |